# Microcalcarifera melanocausta
Microcalcarifera melanocausta är en fjärilsart som beskrevs av Edward Meyrick 1891. Microcalcarifera melanocausta ingår i släktet Microcalcarifera och familjen mätare. Inga underarter finns listade i Catalogue of Life.